# Giovanni Antonio Borgovini
Giovanni Antonio Borgovini (fl. XIX secolo) è stato un teologo italiano del XIX secolo.

La legge di Dio e della chiesa, 1773 (Fondazione Mansutti, Milano).

Non esistono notizie biografiche, ma l'autore è noto per l'opera Legge di Dio e della chiesa, stampata nel 1773 a Vercelli in tre volumi. L'autore affronta per il pubblico dei fedeli tutti gli argomenti della morale cristiana, incluso un cenno all'Assicurazione.